# Светочниковское сельское поселение
Светочниковское сельское поселение — муниципальное образование в Милютинском районе Ростовской области. 
Административный центр поселения — посёлок Светоч.

## Административное устройство
В состав Светочниковского сельского поселения входят:
- посёлок Светоч
- посёлок Долинный
- посёлок Посадки
- хутор Широко-Бахолдинский
- хутор Широко-Оглоблинский

## Население
| 2010 | 2012 | 2013 | 2014 | 2015 | 2016 | 2017 |
| ---- | ---- | ---- | ---- | ---- | ---- | ---- |
| 785  | ↘755 | ↘719 | ↘691 | ↘678 | ↘659 | ↘651 |
| 2018 | 2019 | 2020 | 2021 |      |      |      |
| ↘630 | ↘604 | ↘594 | ↘581 |      |      |      |